# Monk Eastman
Pour les articles homonymes, voir Monk (homonymie).
 (octobre 2015).
Si vous disposez d'ouvrages ou d'articles de référence ou si vous connaissez des sites web de qualité traitant du thème abordé ici, merci de compléter l'article en donnant les références utiles à sa vérifiabilité et en les liant à la section « Notes et références ».
Monk Eastman est un criminel américain rattaché à la Yiddish Connection, né en 1875 à Williamsburg (New York) et mort le 26 décembre 1920 à New York.

## Biographie
Chef d'un gang juif new-yorkais de 1895 à 1911, il était le rival de Paul Kelly et de son Five Points Gang ce qui lui valut d'être tué par Frankie Yale alors jeune torpedo. Il fut le maître d'Arnold Rothstein.

## Histoire
Dès les années 1820, une zone au sud de Manhattan appelée Five Points (car cinq rues s'y rejoignaient), devint l'endroit le plus mal famé de New York, par sa concentration de repaires de brigands, de coupe-gorges et de maisons de passe. Au cours du XIXe siècle, les quartiers environnants étaient un assemblage de taudis reliés par des rues boueuses dans lesquels les enfants d'immigrés, au lieu de rester dans des appartements trop exigus, apprenaient la loi de la rue. Cet endroit compose le décor (à la sauce hollywoodienne) du film de Martin Scorsese, Gangs of New York, qui représente certains des gangs dominant Manhattan dans les années 1850 et 1860, tels que les Plug Uglies, les Roach Guards, les Dead Rabbits ou les Whyos, ces deux derniers étant majoritairement irlandais.
À partir des années 1870, les immigrants juifs et italiens arrivèrent en masse à New York et s'installèrent au sud de Manhattan, en particulier à Mulberry Street, qui devint plus tard le cœur du quartier italien appelé Little Italy, dans le Lower East Side. La physionomie des gangs se modifia en conséquence, les immigrés formant leurs propres gangs pour résister à ceux qui tenaient la place. Parallèlement, la Mafia sicilienne s'installa vers les années 1890, avec l'arrivée du parrain Antonio Morello. Il s'associa avec un Sicilien immigré en 1898, Ignazio Saietta, surnommé Lupo le Loup pour sa cruauté dans la pratique de l'extorsion envers ses concitoyens. On le soupçonna d'une soixantaine d'affaires de meurtres commis par la torture (souvent par la brûlure). La famille Morello devint le groupe criminel dominant dans les années 1910.
Entre-temps, au tournant du siècle, le gang de Monk Eastman (un juif massif et bardé de cicatrices né Edward Osterman en 1873 à Brooklyn) se disputait le territoire du Lower East Side avec un gang majoritairement composé d'Italiens connu sous le nom de Five Points Gang, création de Paul Kelly (un ancien boxeur très cultivé né Paolo Antonio Vaccarelli en 1875 en Sicile). Chaque gang comptait alors plus d'un millier de gangsters qui tiraient leurs revenus du jeu, de la prostitution, du pick-pocketing, du cambriolage ou de l'assassinat commandité. Ils étaient également en affaire avec les hommes politiques de Tammany Hall, l'organisation du Parti Démocrate à New York (au pouvoir dans la ville depuis les années 1850), pour bourrer les urnes lors des élections ou prêter main-forte pour influencer une décision. En contrepartie, les politiciens faisaient jouer leurs relations dans les milieux judiciaires afin de réduire les effets des arrestations. La lutte entre le Monk Eastman's Gang et le Five Points Gang culmina en 1903 avec une véritable bataille rangée en pleine rue, que la police eut le plus grand mal à contenir.
Les règnes de ces gangs déclinèrent au cours des années 1910, notamment à la suite de plusieurs arrestations, en particulier celle de Monk Eastman. Le Five Points Gang a fait la transition entre les gangs du XIXe siècle et les organisations criminelles contemporaines nées de la Prohibition. De ses rangs furent notamment issus Johnny Torrio, Al Capone et Lucky Luciano.
Le 3 février 1904, Eastman a tenté de voler un jeune homme sur la 42e rue à Manhattan. Il a été suivi par deux agents, Eastman a tiré sur eux pour s'échapper, mais a été rattrapé par les policiers qui ont répondu au tir. Eastman a été reconnu coupable et condamné à 10 ans de prison au pénitencier de Sing Sing.
En 1909, Eastman a été libéré après avoir purgé cinq ans de prison. Pendant son absence, le Gang Eastman s'est divisée en plusieurs factions, l'un de ses meilleurs hommes, Zwerbach, était mort. Étant donné qu'aucun des survivants du gang voulait Eastman comme leur chef, Eastman est redevenu un larcin. Pendant cette période, il est devenu accro à l'opium et a purgé plusieurs peines d'emprisonnements de courtes durées. 
Quand les États-Unis entrent dans la Première Guerre mondiale en 1917, à 42 ans, Eastman a décidé de rejoindre l'armée au sein du 106e régiment d'infanterie de la 27e Division d'infanterie.  Le médecin observe tous les coups de couteaux et les cicatrices de balles sur son corps et lui a demandé quelle guerre il avait fait, Eastman a répondu: Oh beaucoup de petites guerres autour de New York ! Il fut envoyé en France. Après la démobilisation d'Eastman en 1919, le gouverneur de New York, Al Smith, a reconnu son service honorable en lui restituant la citoyenneté américaine (le droit de vote lui a été enlevé avec sa condamnation comme un criminel.)
Monk Eastman fut abattu le 26 décembre 1920 au terme d'une rixe entre gangsters pour des questions d'argent.

Eastman a été enterré avec les honneurs militaires à Cypress Hills Cemetery à Brooklyn, New York. 